# Jin Yong
Louis Cha Liang-yung, más conocido como Jin Yong  (Haining, 10 de marzo de 1924-Hong Kong, 30 de octubre de 2018) fue un historiador, escritor y periodista chino. Fue uno de los escritores  y novelistas chinos contemporáneos más populares de la segunda mitad del siglo XX. En 1959 cofundó el periódico Ming Pao de Hong Kong, siendo su primer jefe de redacción y editor.

## Biografía
Nació en una familia china de clase social alta en Haining, provincia de Zhejiang.
Estudió Derecho en la Universidad de Soochow, Shanghái, donde se graduó en derecho internacional con la intención de hacer carrera en el servicio exterior chino.
Para pagar sus estudios, comenzó a trabajar en 1947 como periodista y traductor para el periódico Ta Kung Pao en Shanghái. El año siguiente se trasladaría a Hong Kong para trabajar en la oficina del periódico en aquella ciudad. Allí se movería al New Evening Post y comenzaría a trabajar en su primera novela serial de artes marciales, El libro y la espada, en 1955.
En 1959 cofundó el periódico Ming Pao de Hong Kong con su compañero de instituto Shen Baoxin. Compaginaría su labor en el periódico con la escritura de novelas hasta 1972, cuando se retiró de la escritura y se dedicó a la edición y a revisitar su obra.
En 1993 dejó su trabajo como periodista y pasó a dedicarse a realizar investigación académica como historiador.
Formó parte del comité del gobierno que entre 1985 y 1989 trabajando en el desarrollo de un sistema legislativo para Hong Kong una vez integrado en China en 1997. En 1989 abandonó el Comité, para manifestar su desagrado por los incidentes en la plaza de Tiananmen.
Falleció el 30 de octubre de 2018 tras una larga enfermedad en Hong Kong, a los 94 años de edad.

## Publicaciones
Sus novelas de ficción del género wuxia ("artes marciales y caballería"), gozan de gran popularidad en China, Taiwán, el sureste asiático y Estados Unidos. Las 15 novelas que escribió entre 1955 y 1972 lo convirtieron en un escritor de gran fama, siendo considerado el mejor y más popular escritor wuxia de la historia. Durante los últimos años de su vida fue el escritor chino vivo de mayor nivel de ventas, con más de cien millones de ejemplares vendidos (y sin contabilizar una cantidad desconocida de copias piratas).
En su obra destaca las Leyendas de los héroes cóndor, escritas entre los años 1950 y 1972, como lecturas referentes de artes marciales y épica, que han sido adaptadas en numerosas series de televisión y videojuegos, que este caso están en inglés como The Legend of the Condor Heroes.

## Obras traducidas
- Leyendas de los héroes cóndor o, Trilogía del Cóndor: doce volúmenes agrupados en tres series de cuatro volúmenes cada una.[4]
- El nacimiento de un héroe, primer volumen de la serie de las Leyendas de los héroes cóndor.[4]
- El lazo roto, segundo volumen de la serie de las Leyendas de los héroes cóndor.[4]